# آرایه‌شناسی انسان
آرایه‌شناسی انسان (به انگلیسی: Human taxonomy)، رده‌بندی گونه‌های انسانی (نام رده‌بندی Homo sapiens، لاتین: "انسان خردمند") در طبقه‌بندی جانورشناسی است. سردهٔ رده‌بندی، انسان, طراحی شده‌است که هم انسان‌های مدرن از نظر آناتومیکی و هم انواع منقرض‌شده انسان‌های باستانی را دربر گیرد. انسان‌های کنونی به عنوان زیرگونه Homo sapiens sapiens تعیین شده‌اند که به گفته برخی، از اجداد مستقیم، Homo sapiens idaltu متمایز شده‌اند (با برخی تحقیقات دیگر به جای آن، idaltu و انسان کنونی به عنوان وابسته به زیرگونه‌های مشابه رده‌بندی می‌شوند.

بررسی اجمالی گونه‌زایی و دورگه‌زایی در سردهٔ Homo طی دو میلیون سال گذشته (محور عمودی). گسترش سریع " خارج از آفریقا " H. sapiens در بالای نمودار نشان داده شده‌است، با مخلوطی که با نئاندرتال‌ها، دنیسوواها (Denisovan) و انسان‌های باستانی آفریقایی نامشخص نشان داده شده‌است.

رده‌بندی آرایه‌شناسی انسان‌ها به پیروی از جان ادوارد گری (۱۸۲۵).